# Messerschmitt Me 309
El Messerschmitt Me 309 fue un prototipo de caza alemán diseñado en los primeros años de la Segunda Guerra Mundial para reemplazar al Bf 109. Aunque tenía muchas características avanzadas, el rendimiento del Me 309 dejaba mucho que desear y tenía tantos problemas que el proyecto se canceló con solo cuatro prototipos construidos. El Me 309 fue uno de los dos proyectos fallidos de Messerschmitt destinados a reemplazar el antiguo Bf 109, el otro fue el Me 209 de 1943.

## Diseño y desarrollo
El proyecto Me 309 comenzó a mediados de 1940, justo cuando el Bf 109 estaba teniendo sus primeros encuentros con el Spitfire en la Batalla de Inglaterra, el primer avión en igualar al 109 en velocidad y rendimiento. Messerschmitt ya anticipó la necesidad de un diseño mejorado para reemplazar el Bf 109. Sin embargo, el Ministerio del Aire del Reich no sintió la misma urgencia, por lo que el proyecto recibió una prioridad baja y provocó que el diseño no se finalizara hasta fines de 1941 .
El nuevo caza tenía muchas características novedosas, como el tren de aterrizaje triciclo (con la pata de nariz que giraba 90° durante la retracción, a una orientación «plana» debajo del motor) y una cabina presurizada, lo que lo habría hecho más cómodo y un efectivo rendimiento a gran altitud. Cada una de las nuevas características se probó por primera vez en varios fuselajes de Bf 109F, el V23 con un radiador ventral, el V31 con un radiador y un tren de aterrizaje triciclo, y el V30 con una cabina presurizada.
El bajo interés del gobierno en el proyecto retrasó la finalización del primer prototipo hasta la primavera de 1942, y los problemas con la rueda de nariz retrasaron el primer vuelo del 309 hasta julio. Cuando voló, el rendimiento del Me 309 fue satisfactorio, aproximadamente 50 km/h más rápido que un Bf 109G estándar, pero no ejemplar. De hecho, el Bf 109G podría superar a su previsto reemplazo. Con la adición de armamento, la velocidad del avión disminuyó a un nivel inaceptable. En vista de su bajo rendimiento y el desarrollo mucho más prometedor del Focke-Wulf Fw 190D, el Me 309 fue cancelado.

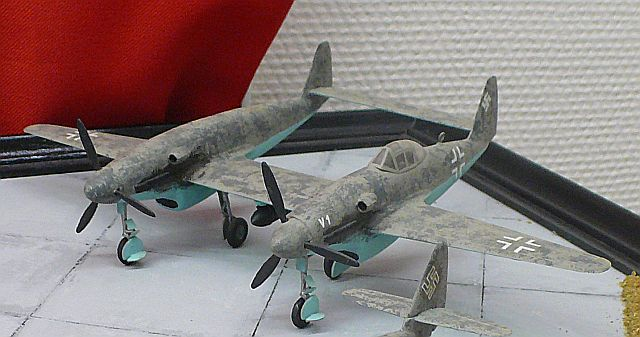
Un modelo del Me 309 Zw propuesto.

En un intento por revivir el proyecto, iniciado en respuesta a un requisito del Ministerio del Aire del Reich de 1941 para un nuevo Zerstörer (destructor) para reemplazar al Bf 110, la respuesta de Messerschmitt fue el Me 309 Zw (citado en Lepage 2009 como designado Me 609, pero los documentos oficiales de la empresa Messerschmitt y RLM indican que Me 609 se aplicó a los Me 262 estándar desde el verano de 1944 hasta principios de 1945). Para cumplir con el requisito de un nuevo diseño en un tiempo mínimo y con un mínimo de piezas nuevas, el proyecto fallido Me 309 formaría la base del nuevo caza. El Me 309 Zw se habría hecho uniendo dos fuselajes de Me 309, con una nueva sección del ala central. Solo las dos ruedas internas de los trenes de aterrizaje principales del Me 309 se habrían utilizado y se retraerían en la sección central. Esto dio como resultado una disposición inusual de cuatro ruedas. El Me 309 Zw habría tenido la cabina en el fuselaje de babor, siendo el de estribor totalmente liso. Se planearon dos versiones: un caza pesado con cuatro o seis cañones Mk 108 de 30 mm, y una variante Schnellbomber (bombardero rápido) con dos cañones MK 108 de 30 mm y una carga de bombas de 1000 kg transportados debajo de los fuselajes. En el momento en que los diseños se resolvieron, el revolucionario turborreactor Me 262 hizo innecesario el  diseño nuevos cazas con motor de pistón.
En 1943, Messerschmitt hizo un último intento de crear un reemplazo para el Bf 109 en forma del Me 209-II. Fue esencialmente una modificación de la estructura existente del 109, los diseñadores de Messerschmitt no querían invertir el tiempo y problemas en un nuevo diseño como el Me 309.

## Especificaciones (Me 309)

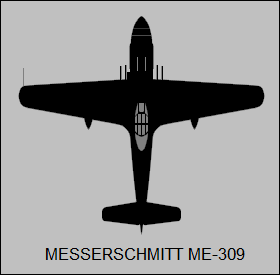
Vista superior del Me 309

Datos de Die Deutsche Luftrüstung 1933–1945

### Características generales
- Tripulación: 1 piloto
- Longitud: 9,46 m
- Envergadura: 11,04 m
- Altura: 3,9 m
- Área del ala: 16,6 m²
- Peso en vacío: 3.530 kg
- Peso bruto: 4.250 kg
- Motor: 1 × Daimler-Benz DB 603G V12 invertida, refrigerado por líquido, 1.287 kW (1.726 hp)

### Rendimiento
- Velocidad máxima: 733 km/h
- Velocidad de crucero: 665 km/h
- Alcance: 1100 km
- Techo de servicio: 12.000 m
- Carga de ala: 256 kg/m²
- Potencia / masa : 0,31 kW/kg

### Armamento
- Cañones automáticos: 2 x
- 1 x MG 151 de 20 mm
- 1 x MK 108 de 30 mm
- Ametralladoras: 1x
- 1 x MG 131 de 4 × 13 mm

### Desarrollos relacionados
- Messerschmitt Me 509
- Bell P-63 Kingcobra

### Aeronaves similares
- Bell P-39 Airacobra
- Bell P-63 Kingcobra
- Messerschmitt Me  509
- Yokosuka R2Y

- Esta obra contiene una traducción  derivada de «Messerschmitt Me 309» de Wikipedia en inglés, publicada por sus editores bajo la Licencia de documentación libre de GNU y la Licencia Creative Commons Atribución-CompartirIgual 4.0 Internacional.

- Datos: Q548827
- Multimedia: Messerschmitt Me 309 / Q548827